# Mohl Adolf
Mohl Adolf (Lövő, 1855. február 25. – Győr, 1939. április 15.) plébános, apátkanonok.

## Élete
Középiskoláit Sopronban, a teológiát Győrött végezte. 1878. július 9-én szentelték pappá. Kismartonban volt káplán 6 évig. 1884 után Lorettomban, 1902-től Tatán volt plébános, majd alesperes.  1910-től tatai címzetes apát, 1916-ban a soproni társaskáptalan őrkanonokja, 1920-ban Sopronban a káptalani plébánia adminisztrátora. 1926-tól győri kanonok. 1931-től komáromi esperes, 1937-ben szentadalberti prépost, 1938-ban pápai prelátus.
Tudományos tevékenysége elsősorban a történelem és a haza iránti szeretetéből fakadt. Helytörténeti monográfiáiban foglalkozott a népszokások kutatásával és a művészettörténeti emlékek számbavételével is. Kutatásaival nagyban hozzájárult a győri egyházmegye történetének feldolgozásához, de megírta például Kismarton, a lorettói kegyhely, a tatai plébánia és szülőfalujának, Lövőnek a történetét is. Soproni helytörténeti munkái közül a Szent György-plébánia rövid története a legjelentősebb. Fő művének a Győr egyházmegyei jeles papok című életrajzírást tekinthetjük. Könyvei a tudományos értéken túl pedagógiai szempontból is jelentősek. Végakaratának megfelelően szülőhelyén, Lövőn helyezték örök nyugalomra.
Tagja volt a Jókai Közmivelődési- és Muzeum Egyesületnek és a Szent István Társulatnak. A Szent István Tudományos Akadémia alapító tagja volt. Írt a győri Őrangyalba, a Katholikus Theologiai Folyóiratba, a Religióba (1880-1883), az Egyházmegyei Lapokba (1881-83), a Népiskolai Lapokba (1883); az Imaegyesületi Értesítőbe (1888-89), a Sendboteba (1883), az Eisenst. Zeitungba (1883), a Sopronba (1884, 1887), azonban legtöbbet fordított és átdolgozott német egyházi beszédeket, melyek többnyire a Borromaeusban jelentek meg.

## Művei
- 1883 Kismartoni missziók a XVIII. században. Magyar Sion.
- 1885 Alakítsunk papi egyesületet. Religió.
- 1886 Magyarországi Loretto rövid története. Nagykanizsa.
- 1887 Betegek könyve. Kismarton. (Ism. Katholikus Szemle és a Magyar Sion 1888).
- 1888 A Miklós országában (Gyermek-mese). Győr.
- 1888 Az elhagyatott gyermekek ügyében. Katholikus Szemle.
- 1890 A jó gyermek. Szorgalmas fiúk és leányok számára. Győr (2. kiadás).
- 1891 A karácsonyi miszterium. Katholikus Szemle.
- 1892 Lövő története. Győr. (tsz. Balics Lajos; Ism. Katholikus Szemle 1893).
- 1894 Loreto magyarországi bucsújáróhely rövid története (kivonat). Győr.
- 1894 Jézus születése. Karácsonyi pásztorjáték. Budapest. (Népiratok 86)
- 1894 Der Gnadenort Loreto in Ungarn. Kismarton. (Ismerteti Magyar Állam 296-ik szám, Katholikus Szemle 1895. és Kismarton, 1900. Horvátul: Uo. 1900.).
- 1895 Geschichte des Ortes und der Pfarre Stotzing. Raab.
- 1896 Wimpassing. Raab.
- 1897 Herczeg Eszterházy Pál nádor. Katholikus Szemle.
- 1898 A horvátok átvonulása Sopronmegyén. Soproni Napló.
- 1900 Mondák Kismarton vidékéről. Győr.
- 1901 Török világ Kismarton vidékén 1683-1699. Sopron.
- 1902 Karácsonest. Írta Pap bácsi. Budapest. (Népiratkák 188)
- 1903 Szarvkő és urai. Századok 1903, 612–633, 713–730.
- 1906 Középkori kolostorok és templomok Tatán. A komáromvármegyei és városi muzeum-egyesület 1905. évi értesítője, 84-96.
- 1909 Tata Plébánia története. Győr.
- 1909 Loreto, magyarországi búcsújáróhely története. Budapest.
- 1910 A tatai r. kat. plébánia régi anyakönyveinek krónikája 1689-1837. A komáromvármegyei és városi muzeum-egyesület 1909. évi értesítője, 75-89.
- 1912 Geschichte des Calvarienberges und Wallfahrtsortes Maria-Eisenstadt.
- 1913 Tatai feliratos kövek helyváltozása. Komárom - Jókai Közmivelődési- és Muzeum Egyesület hivatalos értesítője I, 149.
- 1913 A tatai apátság körül. Komárom - Jókai Közmivelődési- és Muzeum Egyesület hivatalos értesítője I, 153-162.
- 1915 A horvátok bevándorlása 1533-ban-
- 1924 Herczeg Esterházy Pál nádorispán - A magyar Mária-leventék példaképe. Sopron.
- 1926 Nyugatmagyarországi mondák és mondafélék.
- 1930 Lövő története. Győr.
- 1933 Győregyházmegyei jeles papok. Győr.
- Török világ Kismarton vidékén.
- 2000 Válogatott írások. Sopron.

## Emlékezete

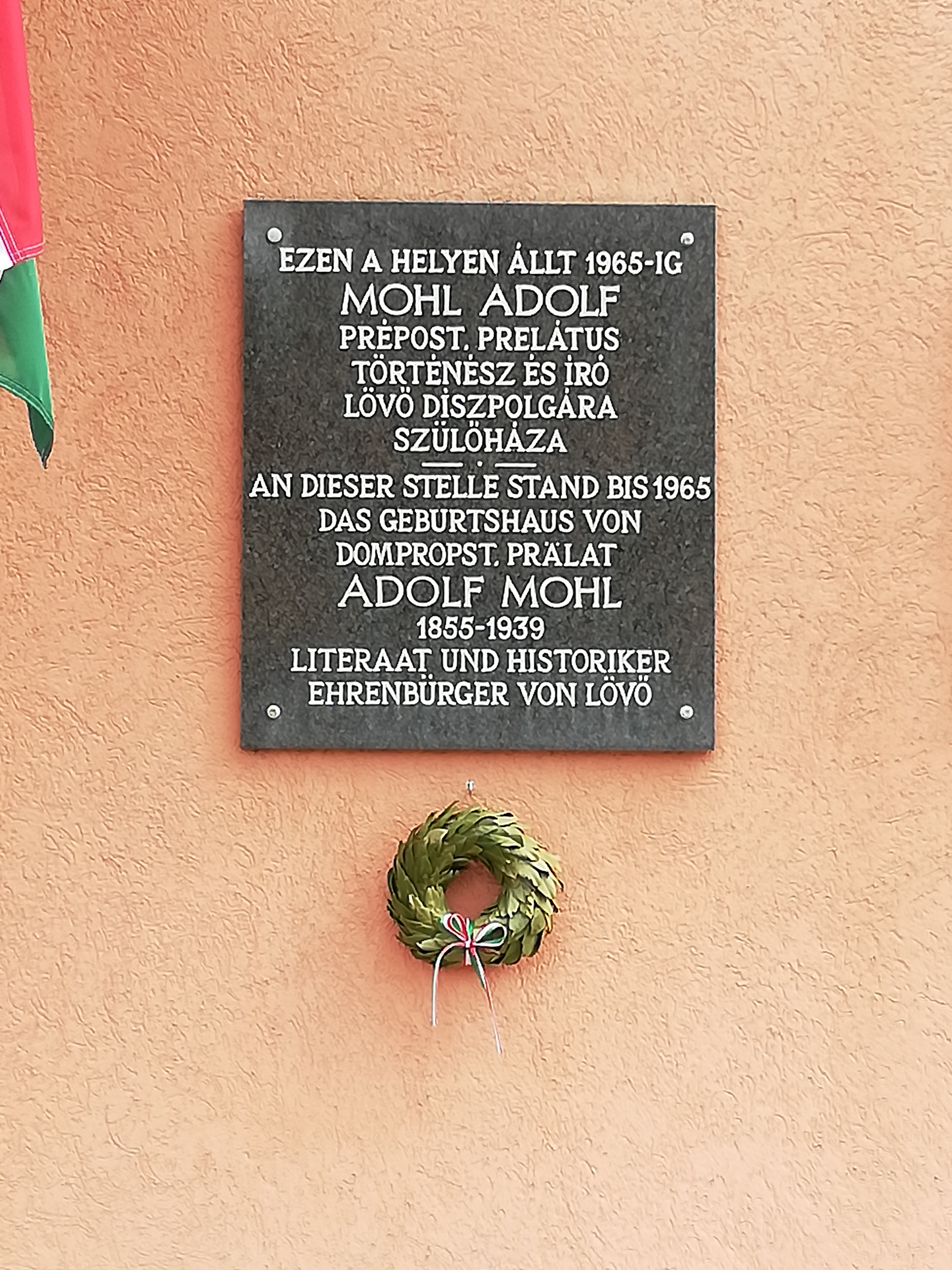
Emléktáblája Lövőn

- Lövőn emléktábla jelöli az egykori szülőháza helyét, a mai kultúrház falán.
- Mohl Adolf Emlékbizottság, Sopron.
- Mohl Adolf utca, Lövő
- 2005 bronz érem

## Külső hivatkozások
- Magyar katolikus lexikon
- Lövő szülötte[halott link]
- Jókai Mór Városi Könyvtár, Pápa[halott link]
- Österreichisches Biographisches Lexikon 1815–1950, 343